# Metaphareus
Metaphareus – rodzaj kosarzy z podrzędu Laniatores i rodziny Stygnidae. Gatunkiem typowym jest Metaphareus albimanus.

## Występowanie
Przedstawiciele tego rodzaju wykazani są z Kolumbii i Wenezueli.

## Systematyka
Opisano dotąd zaledwie 2 gatunki należące do tego rodzaju:
- Metaphareus albimanus Roewer, 1912
- Metaphareus punctatus Roewer, 1913